# Orden de Miguel el Valiente

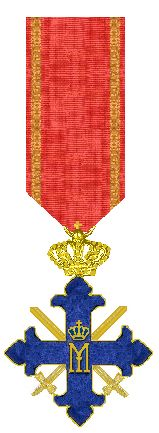
Medalla de la Orden de Miguel el Valiente de tercera clase de los primeros años de la Segunda Guerra Mundial, durante el reinado del rey Miguel I. Tras el golpe del rey de 1944, la fecha fue cambiada. La M en el centro de la cruz era la cifra del rey en ese momento.

La Orden de Miguel el Valiente (en rumano: Ordinul Mihai Viteazul) es la más alta condecoración militar rumana, instituida por el rey Fernando I durante los primeros momentos de la campaña rumana de la Primera Guerra Mundial y condecorada también durante la Segunda Guerra Mundial.
La orden puede ser otorgada como una medalla individual o como una recompensa a una unidad. Esta condecoración lleva el nombre de Miguel el Valiente (Mihai Viteazul), príncipe de Valaquia, Transilvania y Moldavia a finales del siglo XVI.

## Características
Otorgada a los oficiales por sus acciones sobresalientes en el campo de batalla. La condecoración es la más alta para la clasificación militar rumana. Tenía tres clases (1.ª, 2.ª y 3.ª), instituida inicialmente el 26 de septiembre de 1916. Hubo un total de 2184 condecoraciones.
- Durante la Primera Guerra Mundial:
  - 1.ª clase: 16
  - 2.ª clase: 12
  - 3.ª clase: 336 (incluidos 43 asignados a unidades militares)
- Durante la Segunda Guerra Mundial:
  - 1.ª clase: 15
  - 2.ª clase: 76 (incluidos 13 asignados a unidades militares)
  - 3.ª clase: 1628 (de los cuales 118 asignados a unidades militares)